# Giovanna di Trastámara (regina 1455)
Giovanna di Trastámara (anche Giovanna III) Chuana in aragonese, Juana in spagnolo e asturiano, Joana in galiziano, in portoghese, in catalano e in basco, Jeanne in francese, Joan in inglese e Johanna in tedesco e in fiammingo (Barcellona, 16 giugno 1455 – Napoli, 9 gennaio 1517) principessa della Corona d'Aragona, fu regina consorte (consorte del re Ferdinando I di Napoli) del Regno di Napoli.

## Origini familiari
Figlia terzogenita (seconda femmina) del principe di Castiglia e León e d'Aragona, re di Navarra e futuro re della corona d'Aragona e di Sicilia, Giovanni II (figlio terzogenito del principe di Castiglia e León, e re della corona d'Aragona e di Sicilia, Ferdinando e di Eleonora d'Alburquerque) e della sua seconda moglie,  Giovanna Enríquez (1425-1468), figlia dell'ammiraglio di Castiglia, signore di Medina de Rioseco e Conte di Melgar, Federico Enríquez de Mendoza e di Marina Fernández di Cordoba e Ayala (?-1431) Signora di Casarrubios del Monte. Giovanna era la sorella di Ferdinando, re della corona d'Aragona (Ferdinando II) e di Castiglia e León (Ferdinando V) e sorellastra dei re e regine di Navarra, Carlo IV (Solo de jure), Bianca II (Solo de jure) e Eleonora.

## Biografia
Secondo il cronista coevo, Notar Giacomo, autore di una Cronica dettagliatissima, Giovanna arrivò a Napoli il 1º settembre del 1477.
Il 14 settembre 1477, la ventiduenne Giovanna, a Napoli, sposò, divenendone la seconda moglie e quindi regina consorte del cinquantaduenne re di Napoli, Ferdinando I, figlio illegittimo, ma unico maschio di Alfonso V, principe della casa reale di Castiglia che fu re di Aragona, di Valencia, di Sardegna, di Maiorca e di Sicilia, re titolare di Corsica, di Gerusalemme e d'Ungheria, conte di Barcellona e delle contee catalane (Rossiglione e Cerdagna), duca titolare di Atene e Neopatria e re di Napoli e della sua amante napoletana Giraldona Carlino (secondo alcune fonti la madre di Ferdinando è l'altra amante di Alfonso, la nobile aragonese, Margherita Fernández de Hijar).
Secondo Gaspare Fuscolillo, la Regina Joanna Maria de Aragona arrivò a Napoli il 1º settembre del 1476, per sposare il re di Napoli, (Re Ferrante primo) il 14 settembre 1476.
Giovanna fu sempre molto attiva sul piano politico napoletano. Nel 1481, in occasione della guerra d'Otranto, fu nominata dal marito luogotenente generale del Regno di Napoli.
Rimasta vedova, nel gennaio del 1494, rimase accanto al figliastro, Alfonso II di Napoli, come regina vedova, e, dopo che le truppe francesi di Carlo VIII, il 22 febbraio 1495, avevano conquistato Napoli, incoraggiò il figliastro affinché non abdicasse. In seguito all'abdicazione di Alfonso II, che si rifugiò in Sicilia, Giovanna ebbe riconfermata la carica di Luogotenente generale del regno di Napoli.
Giovanna continuò a vivere a corte anche con i successori di Alfonso II, Ferrandino (figlio di Alfonso II) e Federico I (fratello di Alfonso II) e durante il regno di quest'ultimo, secondo il cronista del XVI secolo, Gaspare Fuscolillo, Giovanna (la regina Joanna vedua mogliera di re Ferrante primo), il 1º settembre 1499, si recò in Aragona dal fratello, Ferdinando (el suo fratello…re Ferrante de Aragona et de Spagnia), probabilmente per perorare la causa del regno di Napoli contro i francesi, che tentavano di conquistarlo.
Anche dopo che suo fratello, Ferdinando II di Aragona, si era impadronito del regno di Napoli annettendolo alla Corona d'Aragona, Giovanna continuò a vivere a Napoli dove morì il 9 gennaio 1517.
Stando ai Successi Tragici et Amorosi di Silvio Ascanio Corona, una raccolta di novelle nelle quali si raccolgono i segreti dei membri della corte aragonese di Napoli, in data imprecisata, ma probabilmente dopo essere rimasta vedova, Giovanna intraprese una relazione con Giovanni Castriota Granai, che fu poi duca di Ferrandina.

## Discendenza
Giovanna a Ferdinando I diede una figlia e un figlio:
- Giovanna detta "Giovannella" (20 Aprile 1479 – 27 agosto 1518), diverrà anch'essa regina di Napoli in quanto consorte di Ferdinando II di Napoli, di cui peraltro era zia e successivamente divenne per breve tempo viceregina di Napoli.
- Carlo (1480 - 26 ottobre 1486), morto di tifo.

La coppia adottò inoltre, già nel 1477, la piccola Beatrice d'Este, di due anni, nipote di Ferrante in quanto figlia di Eleonora d'Aragona. Posta sotto la diretta ed esclusiva potestà del re, la bambina era considerata a tutti gli effetti loro figlia, sostituì al proprio cognome quello di Aragona e i genitori perdettero ogni autorità su di lei. Giovanna l'amava molto e la cresceva insieme alla propria figlia naturale Giovannella. La situazione si mantenne fino al 1485, quando il promesso sposo Ludovico il Moro, preoccupato forse dalla cattiva fama di Ferrante e della sua corte, intraprese una lunga e laboriosa trattativa col re e coi genitori affinché Beatrice fosse educata a Milano o a Ferrara. Ferrante gliela negò con "buone et vive ragioni",  adducendo, fra le varie scuse, che aveva soltanto dieci anni, che l'amava come una figlia e che non era pronta per le nozze. Si giunse al punto che Ludovico, adirato, minacciò di sciogliere la promessa matrimoniale: ciò non turbò Ferrante, pronto a trovarle un partito migliore; turbò invece grandemente i genitori, bisognosi dei favori del Moro. Eleonora supplicò accoratamente il padre di restituirle la figlia, cosicché, dopo mesi di trattative, Ferrante accettò a malincuore di separarsene. La separazione fu molto dolorosa sia per le bambine che per Giovanna, le quali si salutarono piangenti. Ancora negli anni a venire Beatrice mantenne tuttavia un rapporto epistolare con la madre adottiva, che voleva essere informata del suo benestare nella nuova dimora.

## Ascendenza
|                                      |                  |                               | Genitori                     |  |  | Nonni |  |  | Bisnonni                |  |  | Trisnonni              |  |
|                                      |                  |                               |                              |  |  |       |  |  | Giovanni I di Castiglia |  |  | Enrico II di Castiglia |  |
|                                      |                  |                               |                              |  |  |       |  |  | Giovanni I di Castiglia |  |  | Enrico II di Castiglia |  |
|                                      |                  | Giovanna Manuele              |                              |  |  |       |  |  | Giovanni I di Castiglia |  |  |                        |  |
| Ferdinando I d'Aragona               |                  |                               |                              |  |  |       |  |  | Giovanni I di Castiglia |  |  |                        |  |
|                                      |                  | Eleonora d'Aragona            | Pietro IV di Aragona         |  |  |       |  |  |                         |  |  |                        |  |
|                                      |                  | Eleonora d'Aragona            | Pietro IV di Aragona         |  |  |       |  |  |                         |  |  |                        |  |
|                                      |                  | Eleonora d'Aragona            | Eleonora di Sicilia          |  |  |       |  |  |                         |  |  |                        |  |
| Giovanni II d'Aragona                |                  | Eleonora d'Aragona            |                              |  |  |       |  |  |                         |  |  |                        |  |
|                                      |                  | Sancho d'Alburquerque         | Alfonso XI di Castiglia      |  |  |       |  |  |                         |  |  |                        |  |
|                                      |                  | Sancho d'Alburquerque         | Alfonso XI di Castiglia      |  |  |       |  |  |                         |  |  |                        |  |
|                                      |                  | Sancho d'Alburquerque         | Eleonora di Guzmán           |  |  |       |  |  |                         |  |  |                        |  |
| Eleonora d'Alburquerque              |                  | Sancho d'Alburquerque         |                              |  |  |       |  |  |                         |  |  |                        |  |
|                                      |                  | Beatrice del Portogallo       | Pietro I del Portogallo      |  |  |       |  |  |                         |  |  |                        |  |
|                                      |                  | Beatrice del Portogallo       | Pietro I del Portogallo      |  |  |       |  |  |                         |  |  |                        |  |
|                                      |                  | Beatrice del Portogallo       | Inés de Castro               |  |  |       |  |  |                         |  |  |                        |  |
| Giovanna di Trastámara               |                  | Beatrice del Portogallo       |                              |  |  |       |  |  |                         |  |  |                        |  |
|                                      | Alfonso Enríquez | Federico Alfonso di Castiglia |                              |  |  |       |  |  |                         |  |  |                        |  |
|                                      | Alfonso Enríquez | Federico Alfonso di Castiglia |                              |  |  |       |  |  |                         |  |  |                        |  |
|                                      | Alfonso Enríquez | Paloma                        |                              |  |  |       |  |  |                         |  |  |                        |  |
| Federico Enríquez de Mendoza         | Alfonso Enríquez |                               |                              |  |  |       |  |  |                         |  |  |                        |  |
|                                      |                  | Juana de Mendoza y Ayala      | Pedro González de Mendoza    |  |  |       |  |  |                         |  |  |                        |  |
|                                      |                  | Juana de Mendoza y Ayala      | Pedro González de Mendoza    |  |  |       |  |  |                         |  |  |                        |  |
|                                      |                  | Juana de Mendoza y Ayala      | Aldonza de Ayala y Ceballos  |  |  |       |  |  |                         |  |  |                        |  |
| Giovanna Enríquez                    |                  | Juana de Mendoza y Ayala      |                              |  |  |       |  |  |                         |  |  |                        |  |
|                                      |                  | Diego Fernández de Córdova    | Gonzalo Fernandez de Cordoba |  |  |       |  |  |                         |  |  |                        |  |
|                                      |                  | Diego Fernández de Córdova    | Gonzalo Fernandez de Cordoba |  |  |       |  |  |                         |  |  |                        |  |
|                                      |                  | Diego Fernández de Córdova    | Maria Garcia Carrillo        |  |  |       |  |  |                         |  |  |                        |  |
| Mariana Fernández de Córdoba y Ayala |                  | Diego Fernández de Córdova    |                              |  |  |       |  |  |                         |  |  |                        |  |
|                                      |                  | Inés de Ayala y Toledo        | Pedro Suárez de Toledo       |  |  |       |  |  |                         |  |  |                        |  |
|                                      |                  | Inés de Ayala y Toledo        | Pedro Suárez de Toledo       |  |  |       |  |  |                         |  |  |                        |  |
|                                      |                  | Inés de Ayala y Toledo        | Juana Meléndez de Orozco     |  |  |       |  |  |                         |  |  |                        |  |
|                                      |                  | Inés de Ayala y Toledo        |                              |  |  |       |  |  |                         |  |  |                        |  |